# Толсона (Аляска)
Толсона (англ. Tolsona) — переписна місцевість (CDP) в США, в окрузі Вальдес-Кордова штату Аляска. Населення — 12 осіб (2020).

## Географія
Толсона розташована за координатами 62°4′7″ пн. ш. 146°7′23″ зх. д. / 62.06861° пн. ш. 146.12306° зх. д. (62.068635, -146.123116).  За даними Бюро перепису населення США в 2010 році переписна місцевість мала площу 120,37 км², з яких 117,29 км² — суходіл та 3,08 км² — водойми.

## Демографія
Згідно з переписом 2010 року, у переписній місцевості мешкало 30 осіб у 18 домогосподарствах у складі 11 родини. Густота населення становила 0 осіб/км².  Було 56 помешкань (0/км²).
Расовий склад населення:
| - 96,7 % — білих - 3,3 % — чорних або афроамериканців |

До двох чи більше рас належало 0,0 %. Частка іспаномовних становила 0,0 % від усіх жителів.
За віковим діапазоном населення розподілялося таким чином: 6,7 % — особи молодші 18 років, 86,6 % — особи у віці 18—64 років, 6,7 % — особи у віці 65 років та старші. Медіана віку мешканця становила 52,3 року. На 100 осіб жіночої статі у переписній місцевості припадало 114,3 чоловіків;  на 100 жінок у віці від 18 років та старших — 133,3 чоловіків також старших 18 років.
Цивільне працевлаштоване населення становило 0 осіб. 